# Пять штыков
«Пять штыков» — неофициальное название мемориала (мемориального комплекса), посвящённого героизму и мужеству воинов  23-й армии Ленинградского фронта, проявленным  в боях на Карельском перешейке в районе  реки  Вуоксы в июле 1944 года. 
Название мемориала, использующееся в официальных документах: «Памятный знак-обелиск в зоне, где в июне-июле 1944 г. сражались и успешно форсировали реку Вуоксу воины 142, 10, 92 стрелковых дивизий и других частей 23 армии Ленфронта. Поблизости — памятное место, где в июле 1944 г. погиб начальник политотдела 142 с.д. — Джатиев Д. Е., именем которого назван местный совхоз . На месте гибели Джатиева посажена яблонька, обнесенная металлической оградой, на которой установлена памятная доска. Прах Джатиева захоронен на его родине, в Северной Осетии» (Памятник с названием Пять штыков установлен так же в городе Велиж Смоленской области ).
Решением Ленинградского Областного исполнительного комитета (Облисполкома) № 189 от 16.05.1988 г. утвержден  объектом культурного наследия республиканского  значения.
Указом Президента Российской Федерации «Об уточнении состава объектов исторического и культурного наследия федерального (общероссийского) значения» от  05.05.1997 г. №  452 переведён в категорию памятников истории и культуры местного значения. 
Приказом Комитета по культуре Ленинградской области от 29.08.2016 г. № 01-03/16-114 утверждён как объект культурного наследия регионального значения.

## История
После окончания Великой Отечественной войны  стали традиционными встречи фронтовиков,  посещения  ветеранами мест  прошедших  боёв.  Фронтовики  приезжали на  места сражений,  встречались с местными  жителями,  проводили встречи со школьниками. 
Командир  142-й стрелковой дивизии полковник  Г. Л. Сонников   и другие ветераны 142-й дивизии не раз приезжали в Приозерск,  их  торжественно и  тепло  принимали жители города.  Г.Л. Сонниковым  написаны   воспоминания о событиях лета 1944 г.   Эти воспоминания, а так же воспоминания других участников боёв на Вуоксе  - командира 115-го стрелкового корпуса генерал-лейтенанта  С. Б. Козачека,  ветеранов  142-й стрелковой дивизии Е. К. Ковалева,   Героя Советского Союза А. М. Иванова, ветеранов  10-й стрелковой дивизии С. Л. Грамма,  А. Г. Зайцева  и другие материалы об этих событиях  хранятся  в фондах Приозерского музея - крепости Корела.   
Г. Л. Сонникову  за личные заслуги и заслуги  дивизии, которой он командовал в боях на Вуоксе,  20 сентября 1969 года было вручено удостоверение номер один Почётного гражданина города Приозерска.

В начале 80-х годов по инициативе директора совхоза «Джатиево» Леонида Егоровича Прудникова начались сбор средств, в котором принимали участие работники совхоза, и строительство памятника воинам -  освободителям  Приозерского района.  В проектировании и строительстве памятника, прославлявшего подвиг советских воинов, помогали ленинградские шефы совхоза: А. Е. Голубев, Я. И. Депман, А. Н. Захарюгин, К. С. Евстигнеев, Е. Б. Королев, Р. Г. Концеров, В. В. Шаханов. 
Памятник в честь воинов 142-й, 10-й, 92-й стрелковых дивизий и других частей 23-й армии, участвовавших в  сражениях на Карельском перешейке в годы Великой Отечественной войны,  был открыт  6 ноября 1986 года. 
Мемориал расположен недалеко от левого берега Вуоксы на месте плацдарма, где в июле 1944 г. проходило форсирование реки и шли тяжёлые бои.   Эти места  называют «минными  полями» из – за огромного количества металла,  оставшегося в  земле после сражения.

Бои на реке Вуоксе — продолжение Выборгской наступательной операции Ленинградского фронта лета 1944 года против войск финской армии  на Карельском перешейке.
Наступление проходило после взятия 20.6.1944 года г. Выборг .
В конце июня — июле 1944 года 23-я армия наступала на правом фланге Ленинградского фронта на Вуоксинском направлении.
4.7.- 7.7. 1944 года дивизиями 98 стрелкового корпуса 23-й армии с частями усиления был ликвидирован последний финский плацдарм на правом (южном) берегу реки Вуокса на гряде Яюряпяя около посёлка Паккола (Барышево), опиравшийся на господствующую высоту 44.5 (Северная) и прикрывавший место предстоящего форсирования Вуоксы.
9.7. 1944 года 10-я, 142-я и 92-я и стрелковые дивизии 115 стрелкового корпуса с частями усиления форсировали реку Вуокса в районе посёлка Паккола (Барышево) шириной в месте форсирования до 400 метров и захватили плацдарм на её левом берегу, который в последующих ожесточённых боях дивизиями корпуса был расширен.  С целью ввести противника в заблуждение и отвлечь на себя часть его сил 62-й стрелковый полк 10-й стрелковой дивизии начал бои на острове Васикка – Сари (в настоящее время остров Телячий) за день до общего наступления.  В боях по захвату, удержанию и расширению плацдарма особенно отличились воины 461 и 588 стрелковых полков 142-й стрелковой дивизии.  

Наступление 23-й армии было остановлено с 15.7.1944 года по директиве (приказу) Военного Совета Ленинградского фронта. Дивизии 6 стрелкового корпуса, сменившие на плацдарме дивизии 115 корпуса, перейдя к обороне, в тяжёлых боях с финскими войсками 15.7. 44 — 18.7.44 года плацдарм отстояли и продолжали его удерживать до окончания боевых действий с Финляндией 5.9.1944 года.
 «Захват плацдарма на левом берегу р. Вуокси имеет крупное оперативное значение, так как… открывает большие возможности по разгрому левого крыла финской армии на Карперешейке, опирающегося на укрепленную линию Маннергейма»  (Журнал боевых действий Ленинградского фронта за июль 1944 г. стр. 96). Название реки в документе указано так, как было принято в это время.
За проявленные  в боях  в июле 1944 года  доблесть и мужество в 23-й армии награждены правительственными наградами 13613 красноармейцев, сержантов и офицеров.  Массовый подвиг воинов 142-й дивизии при форсировании Вуоксы  был высоко оценён: около полутора тысяч человек были награждены орденами и медалями.  9 человек из состава 23-й армии за форсирование реки были удостоены звания Героя Советского Союза: А. Е. Борисюк, П. Ф. Гончаров, A.M Иванов, С. П. Кобец, Ф. В. Кочергин, Н. П. Осиев, П. А. Потрясов, Г. Ф. Симанкин, Д. Д. Скворцов .  Были представлены к награждению званием Героя Советского Союза, но представления не были утверждены и  награждены орденами  начальник политотдела 142-й стрелковой дивизии подполковник  Д. Е. Джатиев (посмертно), красноармеец, связной стрелкового батальона 946 стрелкового полка 142-й сд И. В. Ефимов, начальник радиостанции радиовзвода 102-й отдельной роты связи 92-й стрелковой дивизии сержант  П.В. Новожилов, командир отделения 62 стрелкового полка 10-й стрелковой дивизии сержант А. Н. Перминов (посмертно), командир 461 стрелкового полка 142-й сд полковник Н. И. Петухов, командир стрелковой роты 62 стрелкового полка 10-й стрелковой дивизии старший лейтенант А. С. Пушкарев (посмертно), заместитель командира стрелкового батальона по политической части 62 стрелкового полка 10-й стрелковой дивизии  капитан  А. С. Соколовский (посмертно), командир 142-й стрелковой дивизии  полковник  Г. Л. Сонников.

## Описание мемориального комплекса
Части мемориала появились и построены в разное время. Окончательный  вид  мемориальный комплекс,  посвящённый воинам 23-й армии,  приобрёл после возведения  в 1986 году  памятного  знака-обелиска (памятника)  близ левого берега  реки Вуоксы.
В состав мемориального комплекса (мемориала)  входят  :
- Памятный знак-обелиск, посвящённый  142-й, 10-й, 92-й стрелковым дивизиям и другим частям 23-й армии Ленинградского фронта.  Памятник находится в центре мемориального комплекса.

- Памятное место гибели начальника политотдела 142-й стрелковой дивизии, внесшей большой вклад в захват плацдарма,  подполковника Дмитрия Егоровича Джатиева  – место, на котором в 1944 г. находился  блиндаж, рядом с которым погиб Д.Е. Джатиев,  и яблоня, выросшая на месте блиндажа.   Памятное место находится в южном углу участка мемориального комплекса.
- Военное укрепление — (ДОТ) с железобетонными ступенями, ведущими от памятника в укреплённое сооружение,  расположено в юго-западной стороне участка рядом  с обелиском.

По периметру участка мемориала металлическая ограда, вход осуществляется с северной и восточной сторон.

Памятный знак состоит из пяти отдельно стоящих, граненых, сужающихся к верху стел — стилизованных бетонных штыков высотой 10 метров, при осмотре монумента с высоты образующих в плане пятиконечную звезду (пятиконечная Красная звезда — знак, который был символом Красной Армии и один из символов на Гербе СССР).
На одной из стел сохранилась мемориальная плита, на других стелах мемориальные плиты утрачены, от них остались следы креплений.
Текст на сохранившейся мемориальной плите 

На этой земле, названной в народе минными полями, в июне — июле 1944 года Красная Армия в составе 10, 92, 142 стрелковых дивизий провела последнюю стратегическую операцию по освобождению Карельского перешейка от немецко — фашистских захватчиков. Совершая чудеса героизма, десятки тысяч бойцов и командиров форсировали Вуоксу и разгромили противника. Вечная слава героям, отдавшим жизнь за свободу и независимость нашей Родины!
Военное укрепление (ДОТ) не является подлинным сооружением времени войны, было возведено как символ памяти во время строительства мемориала.
Памятное место мемориала — место гибели Д. Е. Джатиева и яблоня, по воспоминаниям фронтовиков выросшая на месте его гибели и называющаяся яблоня Джатиева, огорожены металлической оградой.

Место памяти появилось после возникшей в 70-х годах переписки школы селения Ногир (республика Северная Осетия), в которой собирали материалы о подвиге земляка, с посёлком  Ромашки Ленинградской  области и визита делегации из Северной Осетии, в составе которой была дочь Д. Е. Джатиева, на место его гибели. Соответствующие воспоминаниям фронтовиков разрушенный блиндаж и яблоня рядом с ним были обнаружены в конце 70-х годов поисковым отрядом Ромашкинской школы.
На металлической ограде памятного места  установлена металлическая мемориальная доска с надписью

Здесь 11 июля 1944 года в жестокой битве с врагом пал смертью храбрых Джатиев Дмитрий Егорович начальник политотдела 142 стрелковой дивизии
Заместитель командира 142 стрелковой дивизии по политической части подполковник Дмитрий Егорович Джатиев, находясь в рядах ведшего бои на плацдарме 461 стрелкового полка, вместе с другими офицерами погиб от артиллерийского огня противника 11.7.1944 г.. Первично захоронен на Пискарёвском мемориальном кладбище в г. Ленинграде, впоследствии перезахоронен в селении Ногир (республика Северная Осетия). Д. Е. Джатиев  посмертно  награждён орденом Красного Знамени.
После окончания войны в его честь названа деревня Джатиево (финское название Вуоксела). После большого пожара в ней остатки домов были перевезены в Новую Деревню, расположенную в 7 километрах к западу. 31 октября 1962 года здесь был создан совхоз «Джатиево».
13 июля 1974 года в посёлке Ромашки (административном центре Ромашкинского поселения Ленинградской области)  Дмитрию Егоровичу Джатиеву был установлен памятник — гранитный обелиск работы ленинградского скульптора Д. М. Епифанова.
Согласно Акту о проведении Государственной экспертизы на проведение работ по сохранению объекта культурного наследия регионального значения от 30 августа 2021 г. состояние составляющих частей мемориала признано неудовлетворительным и подготовлена документация для проведения работ по его реставрации.

В 2024 году проведена  реставрация мемориала.
На мемориале реставрированы  стелы памятного знака,  на стелах размещены  сохранившаяся мемориальная плита  и  новые  мемориальные  плиты, посвящённые Героям Советского Союза, получившим это звание за подвиги  при форсирование реки.  На территории мемориала  уложена брусчатка, обновлена ограда. Специалистами проведены работы с яблоней, растущей на месте гибели Джатиева. 

## Документы
- Архив культурного наследия. Ленинградская область — полный список объектов
- Акт по результатам государственной историко-культурной экспертизы проектной документации на проведение работ по сохранению объекта культурного наследия регионального значения